# Neofobia
La neofobia (dal greco νέος, nuovo, e φόβος, paura) è la paura di ciò che è nuovo.
Il termine viene utilizzato per definire l'atteggiamento di avversione che un bambino assume nei confronti di alimenti che vengono introdotti nella sua dieta/alimentazione.
Molte specie animali mostrano diffidenza nei confronti di oggetti o situazioni che risultano loro nuovi. Questo comportamento è ben conosciuto, per esempio, per i topi e i ratti che tendono a evitare oggetti introdotti nel loro territorio e alimenti non conosciuti. La neofobia può quindi salvare esemplari di questi animali da trappole ed esche avvelenate. Dall'altra parte, in uno studio svolto su esemplari di ratti Rattus norvegicus, quelli con comportamento neofobico hanno avuto una durata della vita più breve di quelli con comportamento neofilico, risultato che gli autori della ricerca hanno attribuito alla diversa attività surrenale.
Nella psicologia umana si parla di neofobia per indicare una paura non motivata di esperienze non incluse in una routine consolidata e in generale di cambiamenti nella vita di un individuo.